# Селерова сіль
Селерова сіль або Селерна сіль (англ. Celery salt) — спеція, поширена в США та деяких інших країнах, основними інгредієнтами якої є кухонна сіль і мелене насіння селери або спорідненого з нею любистку. Іноді її готують з використанням сушеної селери або живиці з насіння.

## Застосування
У США селерова сіль входить до складу коктейлів «Кривава Мері» і «Цезар». Також є чутки, що вона входить до складу секретної суміші спецій KFC. Крім того, її використовують як заправку хот-догів по-чиказьки, сосисок по-нью-йоркськи, салату з капусти і рагу. Це основний складник деяких приправ марки Old Bay.
Також використовують як консервант, замість нітрату натрію.

## Приготування
Для селерової солі в домашніх умовах беруть великий пучок селери, миють і просушують. Нарізають на дрібні шматочки, використовуючи як листя, так і стебла. Після цього зелень сушать з використанням сушарки або духовки, але духовку вмикають лише на 40 °C. Також селера може висохнути сама. Після сушіння суміш перемелюють у блендері або в ступці і додають у порошок сіль.